# Reinhard Kloss
Reinhard Kloss (* 19. April 1957) ist ein Brigadegeneral a. D. des Heeres der Bundeswehr. In seiner letzten Verwendung war er Assistant Chief of Staff J 9 im Joint Force Command Naples.

## Militärische Laufbahn
Kloss trat 1976 in die Bundeswehr ein. Von 1977 bis 1981 studierte er an der Hochschule der Bundeswehr Informatik. Im Anschluss folgten bis 1989 Aufbauverwendungen in der Instandsetzungstruppe, ehe er Kompaniechef der Instandsetzungsausbildungskompanie 6/11 in Varel wurde. Von 1990 bis 1992 nahm er am 33. Generalstabslehrgang an der Führungsakademie der Bundeswehr teil. Anschließend erfolgte seine erste ministerielle Verwendung als Referent bei P III 9. Nachdem Kloss von 1994 bis 1995 am Bundessprachenamt eine Ausbildung in griechischer Sprache erhalten hatte, nahm er von 1995 bis 1996 an der griechischen Generalstabsausbildung in Thessaloniki teil. Nach einer Führungsverwendung als Kommandeur des Instandsetzungsbataillons 210 in Stetten a.k.M. bis 1998 folgten weitere Stabs- und ministerielle Verwendungen. So war Kloss bis 2001 Grundsatzdezernent in der Abteilung I des PersABw; anschließend war er Grundsatzreferent im Führungsstab des Heeres (Fü H I 1) bis 2002 und von 2002 bis 2005 Dezernatsleiter im PersABw (PersABw I 1). Nach einem Auslandseinsatz von Juli bis November 2005 als Chef des Stabes im 8. Deutschen Einsatzkontingent ISAF folgten weitere ministerielle Verwendungen als Referatsleiter PSZ I 1 bis 2009 und Stabsabteilungsleiter Fü S I im Führungsstab der Streitkräfte bis 2012. In diesem Jahr wurde Kloss Abteilungsleiter Führung im Kommando SKB, ehe er im Oktober 2015 Assistant Chief of Staff J 9 im Joint Force Command Naples. Im April 2020 wurde Kloss in den Ruhestand versetzt.

## Privates
Kloss ist verheiratet und hat zwei Töchter.